# Departures (chanson)
Pour les articles homonymes, voir Departures.
Singles de Globe
Sweet Pain
(1995) Freedom
(1996)
Departures  (titré en majuscules : DEPARTURES) est le 4e single du groupe Globe.

## Présentation
Le single, écrit, composé et produit par Tetsuya Komuro, sort le 1er janvier 1996  au Japon sur le label Avex Globe de la compagnie Avex, au format mini-CD single de 8 cm de diamètre (alors la norme pour les singles dans ce pays), deux mois seulement après le précédent single du groupe, Sweet Pain.
Il atteint la 1re place du classement des ventes de l'Oricon, et reste classé pendant 22 semaines.
Il se vend à plus de deux millions d'exemplaires, ce qui en fait le deuxième single le plus vendu de l'année 1996 au Japon derrière Namonaki Uta de Mr. Children, et il restera le single le plus vendu du groupe.
La chanson-titre du single est une ballade utilisée comme thème musical pour une publicité pour la compagnie de chemins de fer East Japan Railway Company ; sa version instrumentale figure aussi sur le single, ainsi qu'une version remixée.
Elle figurera dans une version remaniée sur le premier album homonyme du groupe, Globe, qui sortira trois mois plus tard, ainsi que par la suite sur ses compilations Cruise Record de 1999, 8 Years: Many Classic Moments de 2002, Globe Decade de 2005, Complete Best Vol.2 de 2007, et 15 Years -Best Hit Selection- de 2010. 
Elle sera aussi remixée sur ses albums de remix First Reproducts de 1999, Euro Global de 2000, Global Trance de 2001, Global Trance Best de 2003, House of Globe et Ragga Globe de 2011, EDM Sessions de 2013.
Une version alternative de la chanson ("arrival version") figurera sur la compilation de ballades Ballads and Memories de 2002, et une autre version instrumentale ("Apf version") figurera sur l'album de reprises de Tetsuya Komuro Piano Globe de 2003. La chanson sera reprise en 2009 par Demon Kogure sur son album Girl's Rock -Tiara-.

## Liste des titres
Les chansons sont écrites, composées et arrangées par Tetsuya Komuro (paroles de rap par Marc), et sont mixées par Dave Ford.
| CD    | CD                                                    | CD                    | CD    | CD | CD | CD | CD | CD | CD |
| No    | Titre                                                 | Description           | Durée |    |    |    |    |    |    |
| ----- | ----------------------------------------------------- | --------------------- | ----- | -- | -- | -- | -- | -- | -- |
| 1.    | Departures (Radio Edit) (DEPARTURES (RADIO EDIT))     | Version originale     | 5:15  |    |    |    |    |    |    |
| 2.    | Departures (Extended Mix) (DEPARTURES (EXTENDED MIX)) | Version remixée       | 6:48  |    |    |    |    |    |    |
| 3.    | Departures (Instrumental) (DEPARTURES (INSTRUMENTAL)) | Version instrumentale | 5:15  |    |    |    |    |    |    |
| 17:18 |                                                       |                       |       |    |    |    |    |    |    |